# Thonne-le-Thil
Thonne-le-Thil è un comune francese di 282 abitanti situato nel dipartimento della Mosa nella regione del Grand Est.

## Società

### Evoluzione demografica
Abitanti censiti